# Episodi di Avvocato di difesa - The Lincoln Lawyer (terza stagione)
La terza stagione della serie televisiva Avvocato di difesa - The Lincoln Lawyer, composta da dieci episodi, è stata pubblicata dal servizio di streaming Netflix il 17 ottobre 2024.
| n° | Titolo originale            | Titolo italiano                     | Pubblicazione USA | Prima TV Italia |
| -- | --------------------------- | ----------------------------------- | ----------------- | --------------- |
| 1  | La Culebra                  | Il serpente                         | 17 ottobre 2024   | 17 ottobre 2024 |
| 2  | Special Circumstances       | Circostanze aggravanti              | 17 ottobre 2024   | 17 ottobre 2024 |
| 3  | Strange Bedfellows          | La strana coppia                    | 17 ottobre 2024   | 17 ottobre 2024 |
| 4  | Rearview Blindspots         | Punti ciechi                        | 17 ottobre 2024   | 17 ottobre 2024 |
| 5  | What Happens in Victorville | Quello che succede a Victorville... | 17 ottobre 2024   | 17 ottobre 2024 |
| 6  | Man on Fire                 | Inarrestabile                       | 17 ottobre 2024   | 17 ottobre 2024 |
| 7  | Relevance                   | Rilevanza                           | 17 ottobre 2024   | 17 ottobre 2024 |
| 8  | Mystery Man                 | Un uomo misterioso                  | 17 ottobre 2024   | 17 ottobre 2024 |
| 9  | Ghosts                      | Fantasmi                            | 17 ottobre 2024   | 17 ottobre 2024 |
| 10 | The Gods of Guilt           | Gli dei della colpa                 | 17 ottobre 2024   | 17 ottobre 2024 |

## Il serpente
- Titolo originale: La Culebra
- Diretto da: Alonso Alvarez-Barreda
- Scritto da: Ted Humphrey e Dailyn Rodriguez

### Trama
Quindici anni prima. Un Mickey Haller agli inizi della carriera legale si sta distinguendo come brillante avvocato d'ufficio, esibendo già quell'agire scaltro e sicuro di sé che costituirà la sua cifra stilistica. Nel suo ultimo caso Mickey è riuscito a far archiviare le accuse a carico di Barnett Woodsen, dimostrando che il poliziotto Neil Bishop ha effettuato una perquisizione non autorizzata nella sua automobile. A udienza terminata, Bishop rinfaccia a Mickey che è per colpa di avvocati come lui se pericolosi criminali sono ancora in circolazione. Quella sera Mickey racconta a Maggie, all'epoca ancora sua moglie, di aver incontrato in tribunale l'amico Jerry Vincent che rappresentava l'accusa e si è complimentato con lui per averlo battuto. Dato che Vincent si sta mettendo in proprio, Mickey dice di essere tentato di imitarlo e aprire anche lui uno studio tutto suo.
Oggi. Mickey è indeciso se accettare o meno la difesa di Julian La Cosse, temendo di trovarsi nuovamente invischiato con il cartello della droga di Hector Moya. Dal canto suo, Julian nega di aver aggredito Glory e che anzi è stata lei a consigliargli di rivolgersi a Mickey in caso di necessità. David Lyons, il compagno di Julian, punta a convincere Mickey ad accettare l'incarico pagandolo in lingotti d'oro. Oltre a ciò, Mickey viene implorato dalla figlia Hayley di aiutare il suo vecchio babysitter, il giovane ispanico Eddie Rojas, arrestato con l'accusa di furto d'auto. Il proprietario della Lamborghini rubata, il signor Ken Schwartz, sostiene che Eddie l'abbia addirittura minacciato con una pistola, ma Mickey riesce a dimostrare che l'uomo ha simulato il furto dell'auto per nascondere la propria infedeltà coniugale. Poiché Eddie non ha modo di pagare l'onorario di Mickey, Izzy suggerisce all'avvocato di assumere il ragazzo come suo autista, replicando quanto avvenuto a suo tempo con lei.
Nonostante non sia completamente convinto dell'innocenza di Julian, Mickey accetta di diventare il suo avvocato difensore, anche per assecondare la volontà postuma di Glory. Julian riferisce che il giorno dell'omicidio la prostituta aveva appuntamento con due nuovi clienti, Brad Nelson e Daniel Price. In tribunale Mickey incontra Bishop, diventato investigatore privato per conto della procura e incaricato di seguire il caso di Julian. Mickey è perfettamente consapevole che Bishop farà di tutto per arrivare alla colpevolezza di Julian, poiché quel caso di quindici anni prima gli ha fatto perdere il distintivo di poliziotto. L'udienza viene rinviata per un attacco di panico che ha colto Julian, sofferente alla vita in carcere. Mickey trova casa sua messa a soqquadro e un serpente a sonagli sotto il cuscino del letto.
- Special guest star: Holt McCallany (Neil Bishop)
- Altri interpreti: Devon Graye (Julian La Cosse), Elliott Gould (David "Legal" Siegel), Krista Warner (Hayley Haller), Paul Urcioli (Jerry Vincent), Allyn Moriyon (Eddie Rojas), Wilder Yari (Cat Rogers), Wolé Parks (David Lyons), Lena Georgas (Procuratore Michelle Esposito), Catherine Carlen (Giudice Leah Faraday), Maisie Klompus (Annabeth Stephens), Mark Bloom (Ken Schwartz)

## Circostanze aggravanti
- Titolo originale: Special Circumstances
- Diretto da: Alonso Alvarez-Barreda
- Scritto da: Gladys Rodriguez

### Trama
Seppur scosso per l'effrazione subita in casa propria, Mickey è ancora più convinto dell'innocenza di Julian, altrimenti il cartello non si sentirebbe minacciato. In tribunale Mickey è aggredito dal suo cliente Oscar Guerrero, benché fosse tutto combinato per ottenere l'annullamento di un processo che per il suo cliente si stava mettendo male. Mandato all'Hotel Roosvelt in cui alloggiavano Brad Nelson e Daniel Price, Cisco torna con prove inequivocabili che gli incontri tra i due uomini e Glory sono avvenuti proprio nell'albergo. Nell'udienza preliminare Mickey si trova di fronte William Forsythe, apparentemente mite e imbranato procuratore alle prime armi, che tuttavia si mostra determinato a ottenere la condanna di Julian. Siccome Forsythe ha introdotto una possibile aggravante, cioè l'utilizzo da parte di Julian di un dispositivo incendiario che avrebbe provocato la morte di Glory per inalazione di fumo, l'imputato non può ottenere la libertà su cauzione e deve restare in carcere fino alla nuova udienza. Demoralizzato per le sorti del compagno, David indirizza Mickey da Stacy Campbell, una prostituta che ha presentato Glory a Julian.
Stacy racconta che Glory l'aveva contattata un anno prima perché voleva togliersi dalla strada e scappare da qualcuno, così lei gli aveva fatto conoscere Julian anche perché la stessa Glory non voleva coinvolgere Mickey. Quest'ultimo riesce a far spostare Julian in isolamento, anche se deve prepararsi ad una lunga permanenza in carcere. Julian vorrebbe che David non assistesse più alle udienze, temendo che possa scoprire cose di lui tali da indurlo a lasciarlo. Lorna incontra la sua vecchia compagna di studi Bridgette che lavora per un giudice di Pasadena e le fa ottenere un dossier con i precedenti di Hector Moya. Mentre continua a lavorare part-time per Mickey, Izzy sta cercando di far conoscere la sua academy ed obbliga il suo vecchio pusher Tyson ad aiutarla. Cisco ottiene i video delle telecamere dell'Hotel Roosvelt in cui si vede un uomo seguire Glory quando è uscita. Mickey si ferma in un pub perché sente il bisogno di decomprimere gli eventi della giornata, quando al suo tavolo si avvicina Andrea Freeman che accetta di sedersi a mangiare con lui.
- Special guest star: Holt McCallany (Neil Bishop)
- Altri interpreti: Devon Graye (Julian La Cosse), Fiona Rene (Gloria Dayton), John Pirruccello (William Forsythe), Allyn Moriyon (Eddie Rojas), Wolé Parks (David Lyons), Kayvon Esmaili (Victor Hensley), Mark Atteberry (Giudice Michael Levenson), Ferras (Tyson), Alexandra Siegel (Stacy "Starry Eyed" Campbell)

## La strana coppia
- Titolo originale: Strange Bedfellows
- Diretto da: Antonio Negret
- Scritto da: Matthew J. Lieberman

### Trama
A sei mesi dal loro incontro alla tavola calda, Mickey e Andrea hanno intrapreso una liaison amorosa, benché entrambi non la ritengano ancora una cosa seria. In tribunale ha luogo l'udienza richiesta da Mickey per ottenere la nullità del processo contro Julian e Izzy convince David a presenziare in aula, nonostante il compagno abbia dato seguito al proposito di non volerlo vedere. Mickey chiama alla sbarra il detective Mark Whitten, occupatosi dell'interrogatorio di Julian, per contestarne l'atteggiamento intimidatorio nei confronti di una persona in quel momento non ancora sospettata di nulla. Nonostante sembrasse dalla sua parte, la Giudice Turner respinge l'istanza di Mickey. Forsythe formula una proposta di accordo per comminare a Julian una condanna pari a una quindicina di anni, respinta da Mickey perché sono assolutamente convinti di prevalere in giudizio. Mickey è citato come testimone in una causa riguardante Hector Moya da parte di Sly Funaro Jr., figlio di un noto avvocato con problemi giudiziari. Lorna sostiene l'esame di abilitazione forense.
Mickey contatta Sly Jr., appurando che il caso in cui deve testimoniare riguarda Glory e la sua coinquilina Kendall Roberts. Kendall sembra non essere a conoscenza della morte di Glory, ma la donna è restia a riaprire un capitolo poco piacevole del suo passato e per convincerla a parlare è decisivo l'intervento di Eddie. Mickey accetta di rappresentare Kendall, destinataria come lui della citazione nel processo su Hector Moya, e interroga Trina Rafferty, una prostituta in combutta con l'agente della DEA James De Marco per passargli informazioni su Moya in cambio della libertà di esercitare. Nello stesso momento Sly Sr. telefona dal carcere per avvertire Mickey che presto le cose per lui precipiteranno. Andrea eredita il caso di una collega in maternità, una violenza sessuale in cui è coinvolto un ex senatore, scoprendo però da Mickey che la Giudice Fisher ha un debole per gli uomini affascinanti. Izzy non riesce a capire come mai la sua palestra sta perdendo clienti, poiché nelle vicinanze non è registrata nessuna società concorrente.
Lorna lascia un messaggio in segreteria a Mickey, diretto a un incontro amoroso nella vasca da bagno con Andrea, per informarlo di aver scoperto l'identità dell'uomo con il cappello immortalato dalle telecamere del Roosvelt Hotel pedinare Glory e che non crederà mai a chi si tratta.
- Special guest star: Merrin Dungey (Giudice Regina Turner)
- Altri interpreti: Devon Graye (Julian La Cosse), John Pirruccello (William Forsythe), Paul Schulze (Detective Mark Whitten), Paul Ben-Victor (Sly Funaro Sr.), Philip Anthony-Rodriguez (Adam Suarez), Allyn Moriyon (Eddie Rojas), Wolé Parks (David Lyons), Christian Antidormi (Sly Funaro Jr.), Molly Burnett (Kendall Roberts), Tania Raymonde (Trina Rafferty), Lombardo Boyar (Frank "Val" Valenzuela)

## Punti ciechi
- Titolo originale: Rearview Blindspots
- Diretto da: Antonio Negret
- Scritto da: Lisa Quintela

### Trama
L'uomo col cappello è Neil Bishop. Mickey ripensa al suo primo incontro con Glory, quando la donna lo implorò di farla testimoniare contro Hector Moya, temendo di fare la stessa fine di un'amica prostituta; Mickey accettò di aiutarla, a condizione che si ripulisse per non destare una pessima impressione davanti alla giuria. Mickey si presenta in ufficio da Andrea, attirando gli sguardi incuriositi dei colleghi, per chiederle come avvenga l'assegnazione degli investigatori ai casi; in ascensore Mickey incrocia Bishop che, sospettoso per la sua presenza in procura, lo avverte di preparare Julian alla sconfitta. Andrea è informata dal proprio superiore Adam Suarez che lei è tra i candidati al posto di capo della sezione crimini violenti, venendo però ammonita che la tresca con un avvocato giocherebbe a suo sfavore. Izzy ha scoperto che il concorrente della sua palestra ha comprato l'immobile, quindi non è più soggetto ad alcuna clausola contrattuale.
Mickey fa visita a Siegel, ricoverato in una struttura geriatrica dopo aver avuto un attacco cardiaco, per provare a mettere ordine al quadro complicato degli ultimi casi; l'aspetto più strano sono i sei mesi che gli Sly hanno aspettato prima di notificare i mandati di comparizione. Mickey si accorge che il timbro sulla citazione di Kendall è falso, ragionando che qualcuno avrebbe ucciso Glory per impedirle di testimoniare. Effettivamente, il giorno in cui Glory avrebbe dovuto testimoniare per lui, Mickey trovò nella stanza d'albergo vuota un biglietto in cui la donna scriveva di non poterlo fare. Andrea viene chiamata per il ritrovamento del cadavere della sua cliente Deborah Glass, uccisa dall'ex marito Scott che è stato colto sul fatto e arrestato. Izzy si accorda con l'amica scenografa Cat Rogers per subaffittarle i locali della palestra, sperando di ricavarne pubblicità positiva.
Mickey si presenta nello studio di Sly Jr., restando di sasso nel trovarsi di fronte un ragazzino in abiti casual e dedito a tutt'altre attività rispetto a quella legale. Davanti al pericolo di essere denunciato per la falsificazione di un atto del tribunale, Sly è costretto ad accettare Mickey come codifensore di Hector Moya, oltre a doverlo mettere in contatto con suo padre in carcere. Salito in macchina, Mickey trova a bordo l'agente della DEA James De Marco.
- Special guest star: Holt McCallany (Neil Bishop)
- Altri interpreti: Elliott Gould (David "Legal" Siegel), Fiona Rene (Gloria Dayton), Michael Irby (Agente James De Marco), Philip Anthony-Rodriguez (Adam Suarez), Allyn Moriyon (Eddie Rojas), Wilder Yari (Cat Rogers), Chelsea M. Davis (Vanessa Blake), Christian Antidormi (Sly Funaro Jr.), David Barrera (Gabe Perez)

## Quello che succede a Victorville...
- Titolo originale: What Happens in Victorville
- Diretto da: Ben Hernandez Bray
- Scritto da: Ryan Hoang Williams

### Trama
De Marco mette in guardia Mickey dall'avere Hector Moya come cliente, essendosi macchiato di atroci omicidi sin dall'adolescenza, invitandolo a restare dalla parte giusta. Mickey non è della stessa idea e spiega ai propri collaboratori che Julian ed Hector rappresentano un unico caso, dunque non può sottrarsi dal difendere entrambi i clienti. Cisco fa visita all'armaiolo di Las Vegas che ha venduto la pistola ad Hector, venendo invitato ad andarsene in assenza di un distintivo. Cisco avvicina Amber, la moglie dell'armaiolo che lavora al casinò. Andrea finisce nella bufera per aver autorizzato l'uscita dal carcere di Scott Glass durante la quale ha commesso l'omicidio dell'ex moglie Deborah. Il padre della vittima racconta di non aver mai approvato il suo matrimonio con Scott, però si erano riavvicinati quando lo aveva lasciato. Mickey dà supporto morale ad Andrea, decisamente provata da questa tragedia, soprattutto perché si è dimenticata di comunicare a Deborah che l'ex marito sarebbe stato temporaneamente in libertà.
Mickey incontra Sly Sr. in carcere, dove deve scontare ancora poco meno di un anno. L'uomo è stato incaricato da Hector di decidere se Mickey potrà essere il suo avvocato e racconta come si sono svolti i fatti che hanno condotto all'arresto del messicano, menzionando Glory e qualcuno che la minacciava. Mickey accusa Sly Sr. e il figlio di aver scatenato gli eventi successivi con la loro citazione, minacciandolo di far prolungare la sua detenzione con la faccenda del documento di Kendall contraffatto. Sly Sr. acconsente a far incontrare Mickey ed Hector, il quale gode di un trattamento di favore nella prigione di Victorville. Hector ammette di aver meditato di far uccidere Mickey e Glory sei mesi prima, cambiando idea dopo la sua detenzione. Mickey avverte Hector che ha ben poche speranze di essere assolto se si affida a un legale inetto come Sly Jr., ottenendo di poter essere il suo difensore. Andrea ha un malessere durante un'udienza, decidendo di prendersi una pausa dal lavoro e dalla relazione con Mickey.
Izzy trova un collegamento tra De Marco e il detective Bishop, dato che la DEA dieci anni prima si era occupata di un omicidio nella Valley. La Lincoln su cui stanno viaggiando Mickey ed Eddie è violentemente tamponata da un grosso pick-up. Mickey riesce a uscire dall'abitacolo, ma Eddie non dà segni di coscienza.
- Altri interpreti: Arturo Del Puerto (Hector Moya), Allyn Moriyon (Eddie Rojas), Paul Ben-Victor (Sly Funaro Sr.), Michael Irby (Agente James De Marco), Chelsea M. Davis (Vanessa Blake), Arye Gross (Ezra Cohen), Colleen Foy (Amber Dell)

## Inarrestabile
- Titolo originale: Man on Fire
- Diretto da: Ben Hernandez Bray
- Scritto da: Katy Erin

### Trama
Incolpato da Hayley per la morte di Eddie, Mickey è ben consapevole che era lui, e non il ragazzo, l'obiettivo di chi guidava il pick-up. Andrea lo invita a farsi forza, esattamente come le aveva consigliato lui a parti invertite per la vicenda Glass. Moya mette a disposizione di Mickey un potente mezzo blindato per la sua sicurezza e Izzy insiste per riprendere il ruolo di autista, non fidandosi dei brutti ceffi del cartello. Andrea torna a lavoro e ammette la propria negligenza davanti a Perez, pur omettendo di dire che fu il superiore a interromperla quando stava facendo la telefonata, ottenendo di proseguire l'inchiesta perché nulla la appagherebbe più di assicurare Scott Glass alla giustizia. Due mesi dopo inizia il processo contro Julian e Forsythe chiama a deporre il medico legale, il detective Whitten e la vicina di casa Annabeth Stephens. Mickey dimostra che l'escort Chad Miller, che accusa Julian di averlo aggredito, è un campione di pugilato amatoriale ed è stato più volte arrestato per adescamento. Maggie è contenta della storia tra Mickey e Andrea.
Lorna ha superato l'esame di abilitazione. Izzy e Cisco accedono alla casa di Peter Sterghos, spacciandosi per la troupe di un programma televisivo, poiché è il luogo in cui si è verificato il duplice omicidio che collega Bishop a De Marco. Mickey presenta in aula la nuova lista dei testimoni che comprende oltre trenta nuovi nomi. Bishop non gradisce di essere tra i testimoni, ripetendo nel bagno del tribunale la stessa identica polemica di quindici anni prima sulla sua presunta onestà. Nell'arringa della difesa Mickey rivendica la sua amicizia verso Glory, la stessa che la prostituta aveva nei confronti di Julian, promettendo che le prove dimostreranno l'assoluta estraneità del suo cliente. Julian è agitato perché non si aspettava il ricorso alla teoria del complotto, ma pensava ci fosse con certezza il colpevole. Mickey regala a Lorna una copia tascabile della Costituzione e le consegna il nuovo contratto con un sostanzioso aumento. Moya è arrestato perché qualcuno, si pensa De Marco, lo ha segnalato come immigrato irregolare.
- Special guest star: Holt McCallany (Neil Bishop), Merrin Dungey (Giudice Regina Turner)
- Altri interpreti: Devon Graye (Julian La Cosse), John Pirruccello (William Forsythe), Paul Schulze (Detective Mark Whitten), Philip Anthony-Rodriguez (Adam Suarez), Krista Warner (Hayley Haller), Chelsea M. Davis (Vanessa Blake), Wolé Parks (David Lyons), Maisie Klompus (Annabeth Stephens), Bobby Hernandez (Omar), Anton Narinskiy (Chad Miller), John Kapelos (Peter Sterghos)

## Rilevanza
- Titolo originale: Relevance
- Diretto da: Paula Garcés
- Scritto da: Dailyn Rodriguez e Isabella Rodriguez

### Trama
Indaffarato con i testimoni del processo di Julian, Mickey affida a Lorna il suo primo caso da avvocato difensore. Il cliente è Sam Scales, un uomo già incrociato in passato e che adesso è accusato di frode informatica con le donazioni ai malati di cancro. Come se non dovesse già gestire abbastanza problemi, Mickey deve concedere ospitalità a Siegel, sbattuto fuori dalla residenza geriatrica perché si ribellava alla regole. Mickey chiama a testimoniare Frank Valenzuela, il notificatore della citazione a Glory, per evidenziare quanto la donna fosse preoccupata al momento del ricevimento. Sly Funaro Jr. tenta di dichiarare che due prostitute, Glory e Trina, hanno piazzato la pistola con cui è stato incastrato Moya, ma il procuratore ottiene l'invalidazione della testimonianza per de relato. Forsythe ha gioco facile nell'evidenziare l'assoluta incompetenza di Funaro Jr., che ammette di non aver mai patrocinato una causa in tribunale, oltre al fatto che è teleguidato dal padre dal carcere.
Mickey tenta di recuperare con Trina, ma la prostituta nega le affermazioni precedentemente fatte sul ruolo di Glory quale informatrice di De Marco, indirizzando la Giudice Turner verso la non ammissione della testimonianza di De Marco, obiettivo a cui Mickey puntava attraverso tutti i testimoni da lui convocati. Lorna rende inagibile l'ascensore del tribunale, affinché il paralitico Scales non possa presenziare all'udienza e ottenga la derubricazione delle accuse a furto semplice. Andrea bussa alla porta di Mickey perché è stata tolta dal caso Glass, a causa dell'assistente Vanessa che ha fatto la spia a Suarez, ma se ne va arrabbiata perché Mickey non le ha manifesto l'empatia necessaria. Le telecamere piazzate a casa di Sterghos rivelano la presenza di De Marco. Sly Sr. rimprovera Mickey per la figura barbina fatta fare al figlio in aula, insistendo per poter testimoniare lui stesso. Andrea consegna il fascicolo Glass a Vanessa, non nascondendo l'amarezza per il suo tradimento e ammonendola che in futuro lo stesso potrebbe accadere anche a lei.
Il team si riunisce il mattino per esaminare le riprese in cui si vedono De Marco e Bishop compiere un'effrazione nella casa di Sterghos, dove hanno piazzato cocaina dentro il congelatore. A spaventarli, spiega Mickey, è stata la presenza di Sterghos nell'elenco dei testimoni, ragion per cui hanno pensato di posizionare la droga per dissuaderlo dall'andare in aula. Siegel toglie il disturbo, avvertendo Mickey di stare particolarmente attento a De Marco perché i "criminali con il distintivo" sono i più pericolosi.
- Special guest star: Holt McCallany (Neil Bishop), Merrin Dungey (Giudice Regina Turner)
- Altri interpreti: Devon Graye (Julian La Cosse), John Pirruccello (William Forsythe), Elliott Gould (David "Legal" Siegel), Paul Ben-Victor (Sly Funaro Sr.), Michael Irby (Agente James De Marco), Christian Antidormi (Sly Funaro Jr.), Tania Raymonde (Trina Rafferty), Lombardo Boyar (Frank "Val" Valenzuela), Chelsea M. Davis (Vanessa Blake), Christopher Thornton (Sam Scales), Amy Pietz (Giudice Diane Connor)

## Un uomo misterioso
- Titolo originale: Mystery Man
- Diretto da: Jose Gilberto Molinari-Rosaly
- Scritto da: Gladys Rodriguez e Jake Bernstein

### Trama
Mickey e Lorna hanno depennato parecchi testimoni dalla lista originaria, lasciando soltanto Funaro Sr., Sterghos e Bishop. La Giudice Turner accoglie l'obiezione dell'accusa su Funaro Sr. e Sterghos, ammettendo alla sbarra il solo Bishop. Cisco non trova nessuno a casa di Trina, facendo temere una fuga della donna oppure una ritorsione da parte di De Marco. Cisco scova Trina a casa di Kendall. Mickey interroga nuovamente Whitten, evidenziando che Glory ha effettuato una chiamata alla DEA quarantuno minuti dopo aver ricevuto la citazione e il detective ha omesso di verificare se la Dayton fosse un'informatrice della stessa DEA. Terminata la deposizione, Mickey torna alla carica con la Turner, ottenendo di ammettere De Marco tra i testimoni. Izzy è chiamata dalla sua amica Cat che si è infortunata e le propone di sostituirla al provino per uno spettacolo. Non volendo perdere l'occasione di rientrare nel mondo della danza, Izzy sistema la parte burocratica affidatale da Lorna e le chiede un giorno di ferie.
In attesa di ascoltare Bishop e De Marco, Mickey chiama alla sbarra il direttore del Roosvelt Hotel Victor Hensley per far emergere che l'accusa ha in mano, tramite lo stesso Bishop, i filmati di sorveglianza dell'albergo da circa un paio di mesi. Ottenuto di mostrare i filmati in aula, Mickey focalizza l'attenzione sull'uomo col cappello appostato in attesa dell'uscita di Glory. Mickey provoca una discussione a udienza terminata tra Bishop e Forsythe, non informato dell'esistenza del video. Izzy ha ottenuto l'ingaggio, ma non se la sente di abbandonare quella che ormai è diventata la sua famiglia e Mickey, per premiare la sua fedeltà, la promuove a responsabile dello studio. Cisco comunica a Mickey che Trina non intende testimoniare di nuovo fintanto che De Marco sarà a piede libero, rifiutando un rifugio sicuro perché si tratterrà da Kendall. Mickey e i dipendenti festeggiano la promozione di Izzy. Julian è accoltellato da un detenuto durante un trasferimento.
- Special guest star: Holt McCallany (Neil Bishop), Merrin Dungey (Giudice Regina Turner)
- Altri interpreti: Devon Graye (Julian La Cosse), John Pirruccello (William Forsythe), Paul Schulze (Detective Mark Whitten), Wilder Yari (Cat Rogers), Wolé Parks (David Lyons), Kayvon Esmaili (Victor Hensley), Molly Burnett (Kendall Roberts), Tania Raymonde (Trina Rafferty)

## Fantasmi
- Titolo originale: Ghosts
- Diretto da: Heather Cappiello
- Scritto da: Matthew J. Lieberman

### Trama
Avvisato dell'accoltellamento di Julian, Mickey si precipita in ospedale e preannuncia a Lorna di prepararsi all'eventualità che Forsythe chieda l'annullamento del processo. Durante il viavai dall'ospedale Mickey vede materializzarsi sul sedile posteriore della Lincoln prima Glory e poi Eddie, i quali lo spronano a vincere la causa per far sì che non siano morti invano. Cisco si rivolge a Ramon, suo informatore presso la prigione, per scoprire chi ha accoltellato Julian. Lorna prova a convincere la Giudice Turner a non accogliere l'istanza di annullamento del processo contro Julian, portando precedenti di processi regolarmente proseguiti anche in assenza dell'imputato. Julian rimane in condizioni critiche, essendogli stato asportato un rene e avendo subito un arresto cardiaco durante l'intervento. Cisco fornisce a Mickey l'identità dell'accoltellatore di Julian, Lalo Vasquez, detenuto per omicidio. Mickey e Andrea si chiariscono dopo la loro discussione, anche se concordano di interrompere la frequentazione perché entrambi troppo assorbiti dal lavoro.
L'improvviso arrivo di De Marco induce Mickey a chiedere di poterlo ascoltare informalmente senza giuria, affinché poi la Turner possa decidere se annullare o meno il processo. Mickey conduce De Marco a raccontare del duplice omicidio nella Valley in cui lui e Bishop si sono conosciuti, non potendo ancora affondare il colpo benché sia evidente che il testimone ha mentito. Izzy informa Mickey che Julian è uscito dalla sala operatoria, ma ancora in condizioni critiche, ottenendo dalla Turner di poterlo vedere prima che lei si pronunci sull'annullamento. Mentre sta andando in ospedale, Mickey ha un dialogo con il defunto padre Haller Sr. che lo sprona a prendere una decisione importante da cui potrà dimostrare che è tanto bravo quanto lui. Mickey spiega a David, il compagno di Julian, che è fondamentale riuscire a fargli esprimere la volontà di proseguire il processo anche in sua assenza, altrimenti con l'annullamento dovrebbero ricominciare da capo.
Mickey fa testimoniare David che la firma di Julian sul consenso alla prosecuzione del processo è autentica. Forsythe sostiene che la sottoscrizione sia falsa, anche perché informato del suo stato di incoscienza, ma David è risoluto nel garantire che la volontà di Julian è perentoria. La Giudice Turner nega la richiesta di annullamento del processo, aggiornando l'udienza al giorno seguente. Andrea si presenta nello studio di Mickey per consegnare a Cisco un dossier della procura su Lalo Vasquez, dal quale emerge che l'uomo è stato responsabile dell'omicidio per overdose di tre studenti universitari. Mickey mostra in anteprima a Bishop il video della sua effrazione in casa Sterghos con De Marco, sperando di convincerlo a fare la cosa giusta e aiutare un innocente ad essere assolto. Nonostante Bishop gli abbia sconsigliato di proiettare il video in aula, avvertendolo che si sta ingarbugliando dentro un intrigo troppo pericoloso, Mickey chiama il detective come prossimo testimone.
- Special guest star: Holt McCallany (Neil Bishop), Merrin Dungey (Giudice Regina Turner)
- Altri interpreti: Devon Graye (Julian La Cosse), John Pirruccello (William Forsythe), Fiona Rene (Gloria Dayton), Michael Irby (Agente James De Marco), Allyn Moriyon (Eddie Rojas), Wolé Parks (David Lyons), Jon Tenney (Mickey Haller Sr.)

## Gli dei della colpa
- Titolo originale: The Gods of Guilt
- Diretto da: Ted Humphrey
- Scritto da: Ted Humphrey e Dailyn Rodriguez

### Trama
Dieci anni prima. Bishop è avvicinato da De Marco ad una tavola calda che gli rivolge domande sul duplice omicidio a Lake Balboa di cui si sta occupando. Bishop tenta di liquidarlo come un seccatore, ma De Marco puntualizza che è obbligato a prestargli ascolto, trattandosi di una faccenda piuttosto grossa. Bishop fu lautamente pagato da De Marco affinché insabbiasse l'indagine, anche perché la sua carriera in polizia era in declino dopo la famosa deposizione contro Mickey Haller nel caso Woodsen.
Oggi. Bishop confessa di aver chiesto espressamente l'assegnazione al caso di Julian La Cosse perché così gli era stato chiesto da De Marco. Mentre Forsythe è agitato per lo strano comportamento assunto dal suo investigatore, Mickey segnala a Cisco che un informatore di De Marco si trova in aula. Mickey non deve faticare troppo a far ammettere a Bishop che è lui l'uomo del cappello immortalato dalle telecamere, raccontando come si sono svolti i fatti il giorno del pedinamento di Glory. La Giudice Turner interrompe la deposizione e ordina a Bishop di consegnare la sua arma all'agente di sicurezza, ammonendolo che si sta mettendo in una posizione pericolosa e potrebbe aver bisogno di un avvocato. Bishop insiste per proseguire la testimonianza, riferendo di aver seguito Glory fino a casa sua e che a una certa ora si è presentato Julian, seguito una decina di minuti più tardi da De Marco. Quest'ultimo ha aggirato l'edificio, in modo da non essere ripreso dalle telecamere, e un'ora dopo Glory è morta, ma Bishop assicura di non aver pensato che la vita della donna fosse in pericolo. In realtà, De Marco gli spiegò che doveva impedire a un importante esponente di un cartello della droga di tornare libero. Nel frattempo, De Marco sfugge all'inseguimento da parte di Cisco. Terminata la deposizione, Bishop si suicida con una seconda pistola che teneva nascosta.
Il giorno seguente Mickey fa visita a Julian in ospedale, finalmente sveglio, per comunicargli che le accuse contro di lui sono cadute ed è a tutti gli effetti prosciolto. Andrea annuncia a Suarez, appena nominato procuratore distrettuale, che questa sarà la sua ultima settimana di lavoro e vuole chiudere il caso Glass. Lorna è preoccupata per Mickey, demoralizzato da quanto successo a Bishop in aula, dicendo a Izzy di non vederlo così giù di corda dai tempi dell'incidente. In compenso Mickey ritrova l'affetto di Hayley che, scusandosi per le brutte parole dette al funerale di Eddie, è talmente ammirata dal suo lavoro di voler seguire un giorno le sue orme.
Quattro mesi dopo. Mickey e il suo team sono riusciti a fare luce sull'intero caso di Julian, ma l'avvocato della Lincoln vuole andare fino in fondo e chiama direttamente in causa la corruzione annidata all'interno delle istituzioni di polizia. Nello studio di Mickey arriva un pacco contenente una fotografia di De Marco ucciso da Hector Moya, tornato libero e diretto in Messico, che telefona a Mickey per comunicargli la fine delle ostilità. Anche la vicenda di Julian si chiude positivamente, con l'ex imputato lautamente ricompensato dalla procura che vuole impedire a Mickey di muovergli causa. Mentre sta tornando a casa, Mickey è fermato da un poliziotto che lo costringe a scendere dalla macchina perché non aveva la targa, tolta da qualcuno mentre si trovava con lo staff a festeggiare. Dal bagagliaio scende sangue e all'interno c'è il cadavere di Sam Scales.
- Special guest star: Holt McCallany (Neil Bishop), Merrin Dungey (Giudice Regina Turner)
- Altri interpreti: Devon Graye (Julian La Cosse), John Pirruccello (William Forsythe), Fiona Rene (Gloria Dayton), Michael Irby (Agente James De Marco), Krista Warner (Hayler Haller), Arturo Del Puerto (Hector Moya), Philip Anthony-Rodriguez (Adam Suarez), Allyn Moriyon (Eddie Rojas), Wolé Parks (David Lyons), Christopher Thornton  (Sam Scales), Gabriel Hogan (Agente Collins), Jon Tenney (Mickey Haller Sr.)